# Tormantos
Tormantos település Spanyolországban, La Rioja autonóm közösségben. Tormantos Grañón, Ibrillos, Redecilla del Campo, Cerezo de Río Tirón, Treviana és Leiva községekkel határos. Lakosainak száma 122 fő (2024).

## Népesség
A település népessége az elmúlt években az alábbi módon változott:
| Lakosok száma | 208  | 197  | 176  | 161  | 151  | 140  | 132  | 131  | 114  | 122  |
|               | 2001 | 2004 | 2007 | 2009 | 2012 | 2014 | 2017 | 2019 | 2022 | 2024 |